# Campeonato Mundial de Atletismo Júnior de 2012 - 5000 m masculino
A prova dos 5000 metros rasos masculino do Campeonato Mundial de Atletismo Júnior de 2012 ocorreu no dia 14 de julho em Barcelona, na Espanha. 

## Recordes
Antes desta competição, os recordes mundiais e do campeonato nesta prova eram os seguintes:
|     | Nome            | Nacionalidade | Tempo    | Local     | Data                |
| --- | --------------- | ------------- | -------- | --------- | ------------------- |
| WJR | Eliud Kipchoge  | Quênia        | 12:52.61 | Oslo      | 27 de junho de 2003 |
| CR  | Abreham Cherkos | Etiópia       | 13:08.57 | Bydgoszcz | 13 de julho de 2008 |

## Medalhistas
| Ouro               | Prata                  | Bronze                     |
| Muktar Edris (ETH) | Abrar Osman Adem (ERI) | Wiliam Malel Sitonik (KEN) |

## Cronograma
Todos os horários são locais (UTC+1).
| Data        | Hora  | Evento |
| ----------- | ----- | ------ |
| 14 de julho | 21:05 | Final  |

## Resultados
A prova final foi realizada no dia 14 de julho ás 21:05. 
| Posição           | Atleta                  | Nacionalidade  | Tempo    | Notas           |
| ----------------- | ----------------------- | -------------- | -------- | --------------- |
| Medalha de ouro   | Muktar Edris            | Etiópia        | 13:38.95 |                 |
| Medalha de prata  | Abrar Osman Adem        | Eritreia       | 13:40.52 |                 |
| Medalha de bronze | Wiliam Malel Sitonik    | Quênia         | 13:40.52 |                 |
| 4                 | Younés Essalhi          | Marrocos       | 13:41.69 | Recorde pessoal |
| 5                 | Tsegaye Mekonnen        | Etiópia        | 13:44.43 | Recorde pessoal |
| 6                 | Phillip Kipyeko         | Uganda         | 13:45.52 | Recorde pessoal |
| 7                 | Moses Martin Kurong     | Uganda         | 13:52.96 |                 |
| 8                 | Moses Mukono Letoyie    | Quênia         | 13:56.60 |                 |
| 9                 | Dino Bošnjak            | Croácia        | 14:13.48 | NJR             |
| 10                | François Barrer         | França         | 14:16.46 |                 |
| 11                | Kota Murayama           | Japão          | 14:18.24 |                 |
| 12                | Krubhli Shiferaw Erassa | Estados Unidos | 14:19.28 |                 |
| 13                | Kyle King               | Estados Unidos | 14:19.97 |                 |
| 14                | Kazuma Taira            | Japão          | 14:22.95 |                 |
| 15                | Lorenzo Dini            | Itália         | 14:22.97 | Recorde pessoal |
| 16                | Aaron Hendrikx          | Canadá         | 14:29.32 |                 |
| 17                | Abdelmunaim Yahya Adam  | Sudão          | 14:35.70 | Recorde pessoal |
| 18                | Samuele Dini            | Itália         | 14:43.43 | Recorde pessoal |
| 19                | Souleiman Robleh        | Djibuti        | 14:48.17 | Recorde pessoal |
| 20                | Rethabile Molefi        | Lesoto         | 14:50.60 | Recorde pessoal |
| 21                | Myeongjun Son           | Coreia do Sul  | 15:03.10 |                 |
| 22                | Orye Lendoye            | Gabão          | 19:03.89 | Recorde pessoal |
| -                 | Soufiyan Bouqantar      | Marrocos       | DNF      |                 |

Legenda
| Recorde mundial       | Recorde mundial (World record)               |                       | Recorde africano                      | Recorde africano (African) |                                           | Q | Classificado por posição (Qualified) |
| Recorde do campeonato | Recorde do campeonato (Championship record)  | Recorde da América    | Recorde da América (Americas)         | q                          | Classificado por melhor tempo (Qualified) |   |                                      |
| Melhor marca do ano   | Melhor marca do ano (World leading)          | Recorde asiático      | Recorde asiático (Asian)              | DNS                        | Não largou (Did not start)                |   |                                      |
| Recorde nacional      | Recorde nacional (National record)           | Recorde europeu       | Recorde europeu (European)            | DNF                        | Não terminou (Did not finish)             |   |                                      |
| Recorde pessoal       | Recorde pessoal do atleta (Personal best)    | Recorde da Oceania    | Recorde da Oceania (Oceania)          | DSQ / DQ                   | Desclassificado (Disqualified)            |   |                                      |
| Recorde da temporada  | Recorde da temporada do atleta (Season best) | Recorde sul-americano | Recorde sul-americano (South America) | NM                         | Sem marca (No mark)                       |   |                                      |